# Tachyoryctes ruandae
Tachyoryctes ruandae là một loài động vật có vú trong họ Spalacidae, bộ Gặm nhấm. Loài này được Lönnberg & Gyldenstolpe mô tả năm 1925.